# عباس‌زاده
عباس‌زاده به معنای نسل عباس و فرزند عباس است. برخی افراد دارای این نام خانوادگی هستند از جمله:
- محمود عباس‌زاده مشکینی
- علی‌حسین عباس‌زاده
- محمد عباس‌زاده بازیکن فوتبال
- ملکه عباس‌زاده سیاست‌مدار اهل جمهوری آذربایجان